# Thám tử lừng danh Conan: Bản tình ca màu đỏ thẫm
Thám tử lừng danh Conan: Bản tình ca màu đỏ thẫm (Nhật: 名探偵コナン から紅の恋歌 Hepburn: Meitantei Konan: Kara Kurenai no Rabu Retā) là một bộ phim hoạt hình Nhật Bản đã ra mắt vào năm 2017, được đạo diễn bởi Shizuno Kobun và kịch bản bởi Sakurai Takeharu. Đây là bộ phim thứ 21 trong series phim điện ảnh Thám tử lừng danh Conan, chuyển thể từ manga cùng tên của Aoyama Gōshō, tiếp sau phim Thám tử lừng danh Conan: Cơn ác mộng đen tối. Phim đã được chiếu tại Nhật Bản vào ngày 15 tháng 4 năm 2017. Tại Việt Nam, phim được khởi chiếu tại các cụm rạp vào ngày 8 tháng 9 năm 2017 và phát sóng trên kênh HTV3 - DreamsTV vào ngày 12 tháng 4 năm 2020.

## Lồng tiếng
| Nhân vật            | Diễn viên lồng tiếng | Diễn viên lồng tiếng | Diễn viên lồng tiếng |             |
| ------------------- | -------------------- | -------------------- | -------------------- | ----------- |
| Nhân vật            | Nhật Bản             | Việt Nam             | Việt Nam             | Việt Nam    |
| Edogawa Conan       | Takayama Minami      | Hoàng Khuyết         | Hoàng Sơn            |             |
| Kudo Shinichi       | Yamaguchi Kappei     | Hoàng Khuyết         | Hoàng Sơn            |             |
| Mouri Ran           | Yamazaki Wakana      | Thúy Hằng            | Thúy Hằng            | Thúy Hằng   |
| Mouri Kogoro        | Koyama Rikiya        | Trần Vũ              | Trần Vũ              | Trần Vũ     |
| Hattori Heiji       | Horikawa Ryo         | Quang Tuyên          | Quang Tuyên          | Quang Tuyên |
| Toyama Kazuha       | Miyamura Yuko        | Thu Hiền             | Ngọc Châu            |             |
| Yoshida Ayumi       | Iwai Yukiko          | Kim Ngọc             | Kim Ngọc             |             |
| Tsuburaya Mitsuhiko | Ōtani Ikue           | Chánh Tín            | Minh Vũ              |             |
| Kojima Genta        | Takagi Wataru        | Thiện Trung          | Kiêm Tiến            |             |
| Tiến sĩ Agasa       | Ogata Kenichi        | Chơn Nhơn            | Chơn Nhơn            | Chơn Nhơn   |
| Suzuki Sonoko       | Matsui Naoko         | Ngọc Quyên           | Ngọc Quyên           |             |
| Hattori Heizo       | Kazuhiro Yamaji      | Trí Luân             | Hoài Bảo             |             |
| Hattori Shizuka     | Masako Masaru        | Linh Phương          | Linh Phương          | Linh Phương |
| Toyama Ginshiro     | Masaki Terasama      | Trần Vũ              | Trần Vũ              | Trần Vũ     |
| Goro Otaki          | Norio Wakamoto       | Quang Tuyên          | Tuấn Anh             |             |
| Ayanokoji Fumimaro  | Okiayu Ryotaro       | Tấn Phong            | Văn Tài              |             |
| Kyogoku Makoto      | Hiyama Nobuyuki      | Thiện Trung          | Chánh Tín            |             |
| Ooka Momiji         | Satsuki Yukino       | Thu Huyền            | Minh Chuyên          |             |
| Iori Muga           | Daisuke Ono          | Tuấn Anh             | Tấn Phong            |             |
| Hiramoto Mikiko     | Yoshioka Riho        | Tuyết Nhung          | Kim Ngọc             |             |
| Sekine Koji         | Miyagawa Daisuke     | Minh Vũ              | Trường Tân           |             |
| Achiwa Kensuke      | Saka Osamu           | Tất My Ly            | Thiện Trung          |             |
| Kaieda Togo         | Kouji Ishii          | Hạnh Phúc            | Hạnh Phúc            | Hạnh Phúc   |
| Nagoro Shikao       | Ichijou Kazuya       | Minh Vũ              | Minh Triết           |             |
| Achiwa Satsuki      | Usada Miho           | Kim Phước            | Linh Phương          |             |
| Yajima Toshiya      | Ishikawa Hideo       | Chánh Tín            | Anh Tuấn             |             |

## Nội dung
Trong thời điểm đó, “Hội Satsuki” đang là một hội dẫn đầu về lĩnh vực Bách Nhân Nhất Thủ (karuta) của Nhật Bản đã tiến hành ghi hình buổi gặp gỡ khi Satsuki Cup khai mạc. Nhưng bất ngờ ở đó lại rơi vào tình trạng hoảng loạn cực lớn! Bên trong tòa nhà đang bắt đầu sụp đổ, thám tử phía tây Hattori Heiji và người bạn thời thơ ấu Kazuha Toyama, chỉ có hai người bị bỏ lại, trong lúc ngàn cân treo sợi tóc họ đã được giải cứu an toàn nhờ Conan chạy tới kịp lúc.
Vụ án giống như một vụ khủng bố, nhưng mục đích của hung thủ là gì thì vẫn chưa rõ. Conan và Heiji lại cảm thấy mọi thứ rất kỳ lạ trong tình trạng không thể giải thích được gì và cũng không tìm ra “bức thư” chịu trách nhiệm cho tội ác. Trong tình trạng hỗn loạn như vậy, Conan và những người khác đã gặp gỡ với một người phụ nữ khẳng định rằng mình là vị hôn thê của Heiji. Tên của cô ấy là Oooka Momiji. Còn Kazuha thì nói "Heiji chính là người định mệnh của cô từ thời thơ ấu" và với tư cách là quán quân của Bách Nhân Nhất Thủ của trường THPT cô có mặt ở đây và được gọi là nữ hoàng tương lai. 
Vào cùng thời điểm đó tại Kyoto, trong một ngôi nhà Nhật Bản ở Arashiyama, người chiến thắng Satsuki Cup đã bị sát hại. Khi đó, bóng dáng của Momiji xuất hiện trên màn hình giám sát ở hiện trường vụ giết người. Và ngay tại đó… “Một bài thơ” nọ tiếp tục vang lên một cách sâu sắc... 
Osaka và Kyoto, sau đó là Heiji và Momiji... 
Thứ xoay tròn giữa 2 vụ án, 2 số phận, đó là…

## Âm nhạc
Togetsukyou - Kimi Omofu
- Trình bày: Mai Kuraki
- Ngày phát hành: 12 tháng 4 năm 2017
- Hãng thu âm: NORTHERN MUSIC